# 马克·刘易斯-弗朗西斯
马克·刘易斯-弗朗西斯（英語：Mark Lewis-Francis，1982年9月4日—），英国男子田径运动员，主攻短跑。他曾代表英国参加2004年夏季奥林匹克运动会田径比赛，获得男子4×100米接力金牌。